# 洋学校
洋学校（ようがっこう）は、幕末から明治にかけて存在した、西洋の学問・語学を学ぶ教育機関。

## 主な洋学校

### 洋学校
- 北門義塾
- 尾張藩洋学校 - 愛知県立旭丘高等学校
- 熊本洋学校
- 長岡洋学校 - 新潟県立長岡高等学校
- 洋学校（秋田） - 秋田県立秋田高等学校
- 新発田洋学校 - 新発田市立外ヶ輪小学校
- 福島洋学校
- 明六社共立学校
- 和歌山共立学舎
- 柏崎洋学校
- 高島学校（藍謝堂）
- 修文館
- ミッションホーム - 横浜共立学園
- ヘボン塾 - 明治学院
- バラ塾
- ブラウン塾
- タムソン塾
- ワデル塾
- キダ塾 - フェリス女学院大学
- 開成所（薩摩藩）
- 洋学校開成所
- 中津市学校
- 宮本洋学校
- 盛岡洋学校
- 越中義塾
- 洋学校日新堂
- 藩洋学校（京都）
- 洋学校（京都） - 京都大学
- 神戸洋学校（神戸洋学伝習所）、明親館 (兵庫)
- 育徳館分校洋学校（福岡県立育徳館高校学校）
- 坂府洋学校
- 相川洋学校
- 宮崎郷学校

### 英学校
- 広運館（元英語伝習所、長崎）学校
- 辛未館（のち官立宮城英学校、東華学校も参照）
- 英学校耐恒寮
- 築地英学校 - 明治学院高校
- 三田英学校 - 錦城高等学校 (私立)
- 東京英語学校 - 日本学園中学校・高等学校
- 共立学校 - 開成中学校・高等学校
- 郁文館 - 郁文館中学校・高等学校
- 成立学舎・女子成立学校
- 北海英語学校（現北海学園）
- 正則英語学校 - 正則学園高等学校
- 国民英学会国民英学校
- 佐倉英学校 - 千葉県立佐倉高等学校
- 日本婦女英学校 - 横浜共立学園中学校・高等学校
- 熊本英学校 - フェイス学院高等学校
- 同志社英学校
- 東京英学校 - 青山学院
- 埼玉和英学校 - 埼玉県立不動岡高等学校
- 高等英学校（大阪） - 桃山学院
- 弘前漢英学校 - 東奥義塾高等学校
- 青森英学校
- 共慣義塾
- 柴田英語学舎学校
- 秋田教育義会英語専習所学校
- 共立学舎英学校
- 北陸英学校
- 前橋英学校 - 共愛学園
- 大蔵省附属英学校
- 出井英学校
- 赤間関光塩英学校 - 梅光学院大学
- 刀川英学校
- 村上英学校
- 石川県金沢英学校
- 京都府立新英学校及女紅場 - 京都府立鴨沂高等学校
- 宮崎文庫英学校
- 下野英学校 - 作新学院
- 富山藩変則英学校
- 石川県英学校
- 明治英学校
- 有馬英学校
- 山形英学校
- 英学校開文舎
- 広取英学校
- 名古屋英和学校
- 英学校化成館 - 茨城県立土浦第一高等学校
- 日本英学校
- 新潟英学校
- 英学校致遠館（佐賀藩）
- 高崎藩英学校
- 庄原英学校

### その他
- 達理堂（村上英俊主宰、仏学）
- 迎㬢塾（林欽次主宰、仏学）
- 仏蘭西学舎（中江兆民主宰、のち仏学塾）
- 壬申義塾（大熊春吉主宰、獨逸学）
- 獨逸義塾（牧野照主宰）
- 獨逸學協會學校（ドイツ学協会学校) - 獨協大学